# Maé-Bérénice Méité
Maé-Bérénice Méité (Parigi, 21 settembre 1994) è una pattinatrice artistica su ghiaccio francese.

## Biografia
Nata a Parigi, in Francia, da genitori di origini ivoriane e congolesi, Maé-Bérénice Méité inizia a pattinare all'età di cinque anni. Nel corso della stagione 2008-09 debutta a livello internazionale allo Junior Grand Prix ed è dodicesima ai Mondiali juniores che si sono svolti a Sofia.
A partire dalla stagione 2010-11 comincia a competere a livello senior e disputa i suoi primi campionati europei e mondiali. Prende parte alle Olimpiadi di Soči 2014 piazzandosi al decimo posto, e l'anno successivo vince la medaglia d'argento alle Universiadi di Granada 2015. Alla sua seconda esperienza olimpica giunge al 19º posto a Pyeongchang 2018. Resta ai piedi del podio alle Universiadi di Krasnojarsk 2019 concludendo in quarta posizione.

## Palmarès
GP: Grand Prix; CS: Challenger Series; JGP: Junior Grand Prix
| Internazionali | Internazionali | Internazionali | Internazionali | Internazionali | Internazionali | Internazionali | Internazionali | Internazionali | Internazionali | Internazionali | Internazionali | Internazionali | Internazionali | Internazionali | Internazionali | Internazionali | Internazionali | Internazionali |
| Evento | 07–08          | 08–09          | 09–10          | 10–11          | 11–12          | 12–13          | 13–14          | 14–15          | 15–16          | 16–17          | 17–18          | 18–19          | 19–20          | 20–21          | 21–22          | 22–23          | 23-24          | 24-25          |
| --- | -------------- | -------------- | -------------- | -------------- | -------------- | -------------- | -------------- | -------------- | -------------- | -------------- | -------------- | -------------- | -------------- | -------------- | -------------- | -------------- | -------------- | -------------- |
| Giochi olimpici invernali |                |                |                |                |                |                | 10°            |                |                |                | 19°            |                |                |                |                |                |                |                |
| Campionati mondiali |                |                |                | 14°            |                | 11°            | 15°            | 10°            | 25°            |                |                |                | C              | R              |                |                |                |                |
| Campionati europei |                |                |                | 9°             | 13°            | 10°            | 5°             | 6°             | 6°             | 16°            | 8°             | 7°             | 9°             |                |                |                |                |                |
| GP Trophée Eric Bompard |                |                |                | 9°             | 6°             | 5°             | 5°             | 5°             | 11°            | 7°             | 8°             | 8°             | 10°            | C              | R              | 8°             |                |                |
| GP NHK Trophy |                |                |                |                | 7°             |                |                |                |                |                |                | 10°            | 11°            |                |                |                |                |                |
| GP Rostelecom Cup |                |                |                |                |                |                |                |                |                |                | 11°            |                |                |                |                |                |                |                |
| GP Skate America |                |                |                | 8°             |                | 6°             | 6°             | 9°             |                |                |                |                |                |                |                |                |                |                |
| GP Skate Canada |                |                |                |                |                |                |                |                |                |                |                |                |                |                |                |                | 12°            |                |
| CS Autumn Classic Int. |                |                |                |                |                |                |                |                |                |                | 8°             | 3°             | 7°             |                |                |                |                |                |
| CS Golden Spin |                |                |                |                |                |                |                |                |                |                |                |                |                |                |                | 13°            | R              | R              |
| CS Nebelhorn Trophy |                |                |                |                |                |                |                |                |                |                |                |                |                |                |                |                | R              |                |
| CS Ondrej Nepela Trophy |                |                |                |                |                |                |                |                |                |                |                |                |                |                |                | 11°            |                |                |
| CS Warsaw Cup |                |                |                |                |                |                |                |                |                |                |                |                |                |                |                |                | R              |                |
| Challenge Cup |                |                |                |                |                | 2°             |                |                |                |                |                | 5°             |                | 4°             |                |                |                |                |
| Cranberry Cup |                |                |                |                |                |                |                |                |                |                |                |                |                |                |                | R              |                |                |
| Cup of Nice |                |                |                | 3°             | 4°             |                |                |                |                | 1°             |                |                |                |                |                | 4°             |                |                |
| Egna Trophy |                |                |                |                |                |                |                |                |                |                |                |                |                |                | 5°             |                |                |                |
| Ondrej Nepela Trophy |                |                |                |                | 1°             |                |                |                |                |                |                |                |                |                |                |                |                |                |
| Coupe du Printemps |                |                |                |                | 3°             |                |                |                |                |                |                |                |                |                |                |                |                |                |
| Tallink Hotels Cup |                |                |                |                |                |                |                |                |                |                |                |                |                | R              | R              |                |                |                |
| Toruń Cup |                |                |                |                |                |                |                |                | 7°             | 2°             |                |                |                |                |                |                |                |                |
| Triglav Trophy |                |                | 7°             |                |                |                |                |                |                |                |                |                |                |                |                |                |                |                |
| Universiadi |                |                |                |                |                |                |                | 2°             |                |                |                | 4°             |                |                |                |                |                |                |
| Internazionali: Junior |                |                |                |                |                |                |                |                |                |                |                |                |                |                |                |                |                |                |
| Campionati mondiali |                | 12°            |                |                |                |                |                |                |                |                |                |                |                |                |                |                |                |                |
| JGP Croazia |                |                | 6°             |                |                |                |                |                |                |                |                |                |                |                |                |                |                |                |
| JGP Francia |                | 8°             |                |                |                |                |                |                |                |                |                |                |                |                |                |                |                |                |
| JGP Ungheria |                |                | 13°            |                |                |                |                |                |                |                |                |                |                |                |                |                |                |                |
| JGP Gran Bretagna |                | 6°             |                |                |                |                |                |                |                |                |                |                |                |                |                |                |                |                |
| Nazionali |                |                |                |                |                |                |                |                |                |                |                |                |                |                |                |                |                |                |
| Campionati francesi | 5°             | 2°             | 2°             | 3°             | 2°             | 2°             | 1°             | 1°             | 1°             | 2°             | 1°             | 1°             | 1°             | R              | R              | 4°             |                |                |
| Master's de Patinage |                | 2°             | 1° J           | 2°             | 1°             | 2°             | 1°             | 1°             | R              | 1°             | 1°             | 2°             | 2°             |                |                | 4°             | 4°             |                |
| Eventi a squadre |                |                |                |                |                |                |                |                |                |                |                |                |                |                |                |                |                |                |
| Giochi olimpici invernali |                |                |                |                |                |                | 6° S 6° P      |                |                |                | 10° S 9° P     |                |                |                |                |                |                |                |
| World Team Trophy |                |                |                |                | 4° S 9° P      | 6° S 8° P      |                | 6° S 10° P     |                | 6° S 12° P     |                | 4° S 8° P      |                |                |                |                |                |                |
| Aurora Games |                |                |                |                |                |                |                |                |                |                |                |                | 2° S           |                |                |                |                |                |
| A = Assegnata; R = Ritirata; C = Evento cancellato S = Risultato della squadra; P = Risultato personale. Medaglie assegnate solo per il risultato della squadra. |                |                |                |                |                |                |                |                |                |                |                |                |                |                |                |                |                |                |